# 埃特列克
埃特列克是土庫曼斯坦西南部巴爾坎州的城鎮，毗鄰與伊朗接壤的邊境，海拔高度29米，一月平均溫度4攝氏度，1989年人口6,855。

## 城市名称
该市原名克孜勒阿特列克（羅馬化：Kizyl-Atrek）。1999年12月，土库曼斯坦议会根据HM-63号决议更名为现名。